# 대한민국-튀르키예 관계
튀르키예는 1949년 8월 13일 대한민국을 공식적으로 승인하였고, 1950년 7월에 한국전 참전을 결정하였다. 튀르키예는 한국전쟁 시, 미국과 영국 다음으로 큰 규모로 파병하였고, 희생자도 미군, 영국군 다음으로 컸다. 1980년대에 튀르키예는 대한민국과 일본과 같은 동아시아의 경제 강국과 자동차나 고속 열차 같은 운송 장비의 공동 생산에서 전자 제품, 가전 제품, 건설 자재, 군사 설비에 이르기까지 여러 산업 분야에서 점차 협력하기 시작하였다. 모두 2,837 명(재외국민 2,820 명, 시민권자 17 명)의 한민족들이 튀르키예에 거주(2010년 12월 기준)하고 있다. 두 나라의 관계에는 '형제의 나라'라는 표현이 즐겨 사용된다.

## 형제의 나라
1960년 동아일보는 신응균 튀르키예 대사의 말을 인용하며, 튀르키예인이 대한민국을 "칸 카루다슈 코리아"(피로 맺어진 형제, 한국)라 부른다고 보도하였다. 사실 피로 맺은 형제(kan kardeş, 칸 카르데시)라는 말은 이슬람권에서는 주변 국가에게 흔히 쓰는 표현이다. 그럼에도 불구하고, 한국전쟁은 튀르키예가 해외 파병을 한 첫 사례이고, 참전을 계기로 튀르키예인이 지리적으로 가깝지 않은 대한민국에 우호적인 국민정서를 가졌던 것이 사실이다. 1974년 대한민국을 방문한 튀르키예 의원단이, 1982년에는 대통령 케난 에브렌이 방한했을 때에도 '형제의 나라'라는 표현으로 친밀감을 표현함에 따라, 해당 표현이 두루 알려지게 계기가 되었다. 1989년에는 김재순 국회의장이 에브렌 대통령을 만난 자리에서 두 국가가 혈맹이자 동족이라는 인식을 보여줬으며, 2002년 FIFA 월드컵 당시 두 국가가 맞붙은 3위 결정전에서는, 대한민국이 대형 튀르키예 깃발을 통해 상대국을 응원함에 따라 양국 간의 우호가 크게 증진되었다. 2017년 문재인 대통령과 에르도안 대통령의 전화통화에서도 '형제의 나라'라는 표현이 쓰일 정도로, 이 표현은 현재에도 양국간 외교에서 꾸준히 사용되고 있다. 

## 군사

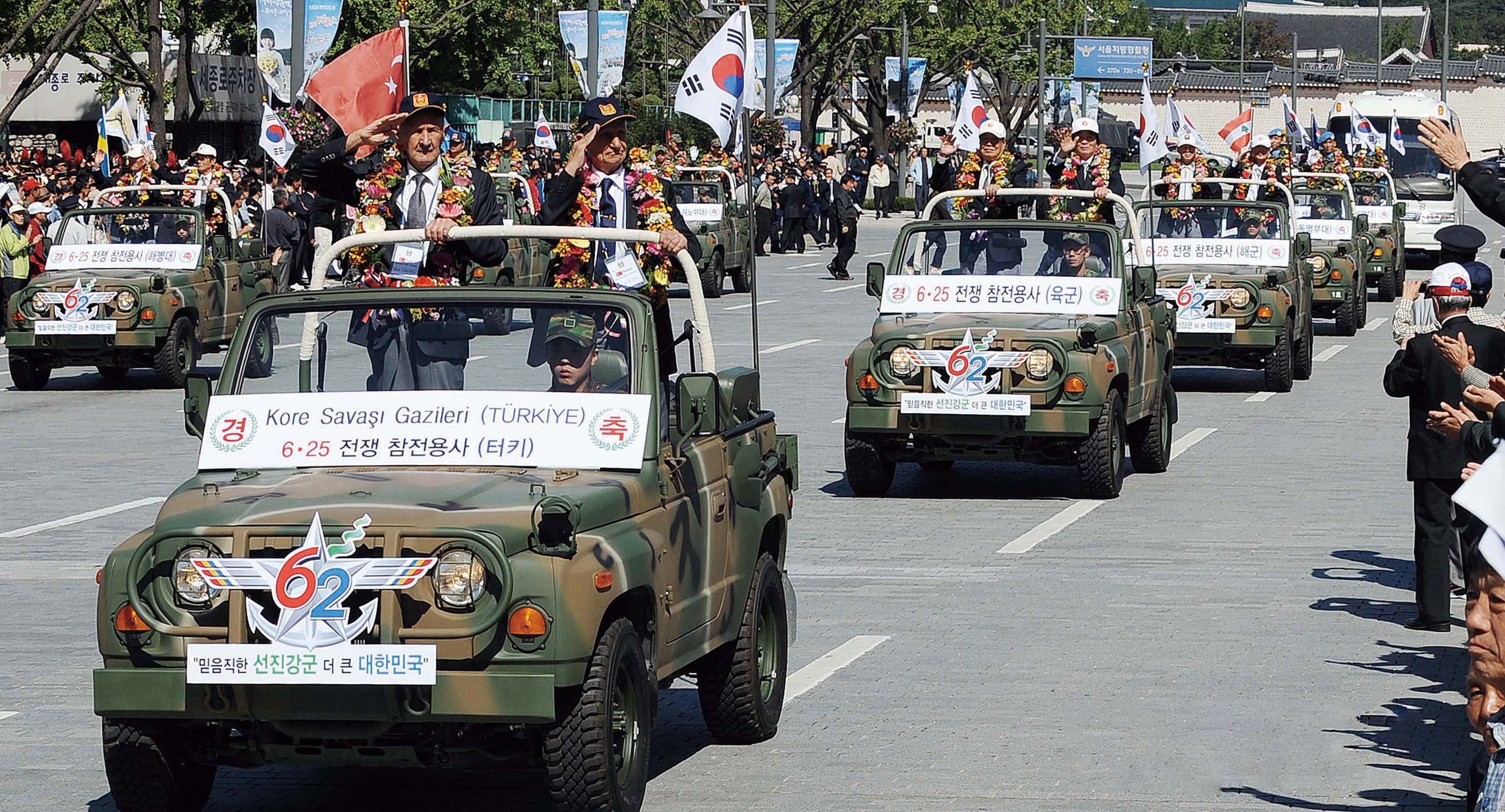
한국전쟁의 튀르키예군 참전용사.

1950년 10월 17일, 튀르키예 제1여단 5400여명 병력이 여단장 타신 야스지 준장의 지휘 아래 부산항에 상륙해, 곧장 전장에 투입되어 평양 탈환 작전에서 빛나는 전과를 올렸다. 이때 튀르키예군은 북두칠성을 방향 삼아 북으로  진격을 거듭했기 때문에 일곱별을 수놓은 부대 마크를 갖게 되었다. 휴전되기까지 3년 동안 튀르키예군은 군우리(軍隅里) 베가스 고지, 군포(軍浦) 등 곳곳에서 유엔 깃발 아래 용감히 싸웠다. 튀르키예는 미국 다음으로 많은 군사를 파견하였다. 튀르키예 제1여단 5천4백명이 부산항에 1950년 10월 17일에 상륙하였으며 바로 평양 탈환 작전의 전선에서 싸웠다.
특히 군우리 전투는 튀르키예군의 격전이었다. 1950년 11월 28일 새벽 평양 북쪽 군우리에서 평양을 탈환하였으며 한국전쟁에서 튀르키예군은 많은 사상자가 있었다. 전사 717명, 포로 229명, 전상 5247명, 실종 167명을 기록했다. 이 같은 피해는 참전 유엔군 가운데 미군 다음으로 컸다. 휴전 후에도 튀르키예 부대 1개 여단 병력이 계속 경기도 양주군 백석면에 주둔, 서부 휴전선을 지켜왔다.
1960년 7월 튀르키예 군사혁명 정부 결정에 따라 1개 중대 병력으로 감축, 미군 제2사단 38연대 2대대에 배속되었다. 1966년 7월 7일, 경기도 파주군 적성면 식현리에 자리잡은 주한 튀르키예군 제16중대는 16년에 걸친 한국 주둔을 마감하였다. 1966년 7월 유엔군 산하 튀르키예 중대를 철수시켰다. 16년 동안 10개 여단 6개 중대가 교체 근무하기까지 한국을 다녀간 튀르키예군은 모두 6만여명이다.

## 외무
1957년 3월에는 대한민국과 공식적으로 수교하였으며, 같은 해 6월 한국 공관을 설치하였다. 1972년 서울 공관을 설치하였다. 1977년 12월 대한민국은 통상 진흥 및 경제 협력 협정을 체결하고, 이스탄불 총영사관을 설치하였다. 1982년 12월 대통령 케난 에브렌, 1991년 총리 이을드름 아크불루트가 방한하였다. 양국은 1972년 사증 면제 협정, 1974년 문화 협정, 1977년 통상 진흥 및 경제 기술 협력 협정, 1979년 항공 협정, 1986년 이중 과세 방지 협정, 1994년 투자 보장 협정, 1997년 섬유 협정, 1999년 원자력 협력 협정 등을 체결하였다.
| 대수 | 이 름          | 임기              | 비고 |
| ---- | -------------- | ----------------- | ---- |
| 1    | 정일권(丁一權) | 1957. 5 ~ 1959. 4 |      |
| 2    | 신응균(申應均) | 1959. 7 ~ 1960. 9 |      |
| 3    | 윤치창(尹致昌) | 1961. 1 ~ 1961.12 |      |
| 4    | 최영희(崔榮喜) | 1962. 4 ~ 1966. 3 |      |
| 대리 | 지연태(池蓮泰) | 1966. 3 ~ 1966. 9 |      |
| 5    | 이성가(李成佳) | 1966. 9 ~ 1971. 3 |      |
| 6    | 박찬현(朴瓚鉉) | 1971. 3 ~ 1974. 2 |      |
| 7    | 이한림(李翰林) | 1974. 2 ~ 1976. 4 |      |
| 8    | 문철순(文哲淳) | 1976. 4 ~ 1980. 4 |      |
| 9    | 박영(朴英)     | 1980. 4 ~ 1983. 6 |      |
| 10   | 이상진(李相振) | 1983. 6 ~ 1986. 3 |      |
| 11   | 장명하(張溟河) | 1986. 3 ~ 1989. 1 |      |
| 12   | 김내성(金乃誠) | 1989. 2 ~ 1992. 1 |      |
| 13   | 문동석(文東錫) | 1992. 2 ~ 1995. 1 |      |
| 14   | 유병우(兪炳宇) | 1995. 2 ~ 1998. 4 |      |
| 15   | 조상훈(趙商勳) | 1998. 5 ~ 2001. 2 |      |
| 16   | 김영기(金永基) | 2001. 2 ~ 2004. 3 |      |
| 17   | 권영재(權寧載) | 2004. 3 ~ 2006. 2 |      |
| 18   | 김창엽(金昌燁) | 2006. 2 ~ 2009. 2 |      |
| 19   | 배재현(裵宰鉉) | 2009. 2 ~ 2011. 8 |      |
| 20   | 이상규         | 2011.8 ~          |      |

## 경제
한국의 현대로템은 1996년 아다나시 경전철을 튀르키예에 처음 수출한 이후 10년 동안 품질과 납기 등 사업수행능력에서 현지의 높은 평가를 받아왔다. 2008년 7월에는 투바사스 디젤동차(84량)을 수주하는 등 현재까지 튀르키예에만 7개 철도사업(총 806량, 16억 달러)을 수행하고 있다. 2008년 11월, 현대로템은 튀르키예 철도항만청에서 발주한 보스포러스 전동차 440량의 최종 공급자로 선정돼 현지에서 공급 계약을 체결했다. 계약 규모는 1조원(5억8000만 유로)에 이르러, 창사이래 최대규모의 전동차 수주 계약을 따냈다.
2010년 6월 20조원 규모의 튀르키예 원전사업에 한국컨소시엄이 MOU를 체결하고 협상하였으나, 튀르키예측은 국제금융시장에서 공동으로 PF대출을 받아 원전을 지으려고하였으며, 사업비는 원전건설 후 20~30년간 운영으로 사업비를 회수(BTO방식)하라고 요구하였다. 이에 한국컨소시엄이 사업비회수를 위한 최저전기요금을 보장해달라고하였으나 이것조차 부정적인 태도를 보였다. 20조원 규모의 원전 사업에 공동으로 부담을 지라고 요구, 사업비 회수는 보장못한다는 튀르키예의 태도에 협상은 교착상태가 되었다. 이때 저금리와 엔저 정책을 무기로 자금력을 동원한 일본컨소시엄이 자본과 사업 수주를 함께 제안하였다. 튀르키예는 일본에게 원전사업을 넘기고, 한국은 국가적으로 추진하던 원전사업 수주에 실패하게 된다.
| 서울/인천 \|\| align=center\|ICN \|\| align=center\|RKSI \|\| 인천 | ○대한항공(1개) : 이스탄불(아타튀르크) ○아시아나항공(1개): 이스탄불(아타튀르크) |

## 같이 보기
- 대한민국의 대외 관계
- 튀르키예의 대외 관계